# Nurmisaari (ö i Norra Karelen, Joensuu, lat 62,53, long 29,28)
Nurmisaari är en ö i Finland. Den ligger i sjön Orivesi och i kommunen Libelits i den ekonomiska regionen  Joensuu ekonomiska region  och landskapet Norra Karelen, i den sydöstra delen av landet, 300 km nordost om huvudstaden Helsingfors. Öns area är 3 hektar och dess största längd är 300 meter i nord-sydlig riktning.